# Euphorbia oblanceolata
Euphorbia oblanceolata är en törelväxtart som beskrevs av Isaac Bayley Balfour. Euphorbia oblanceolata ingår i släktet törlar, och familjen törelväxter.
Artens utbredningsområde är Socotra. Inga underarter finns listade i Catalogue of Life.